# アンツ環礁

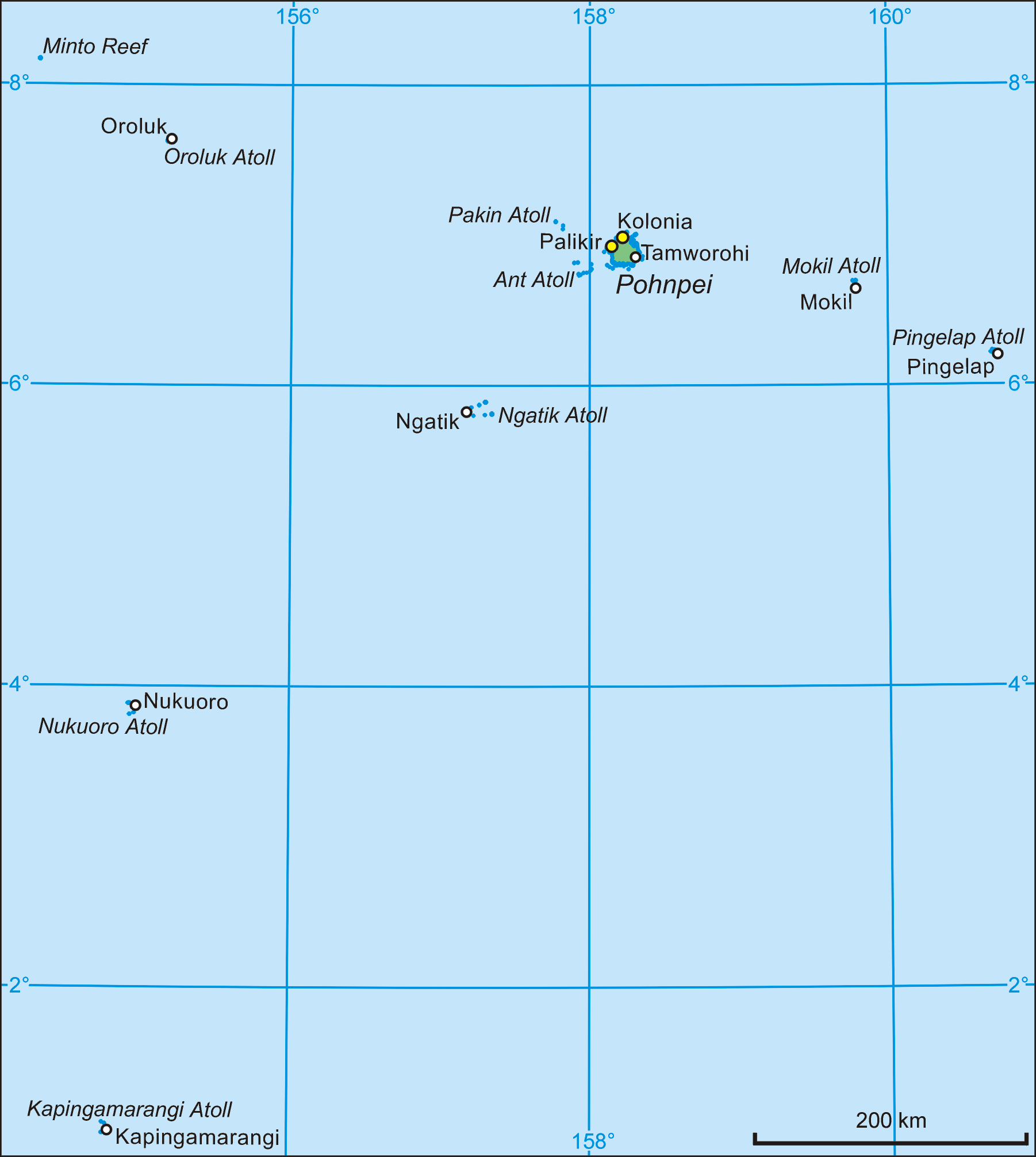
ポンペイ州の地図

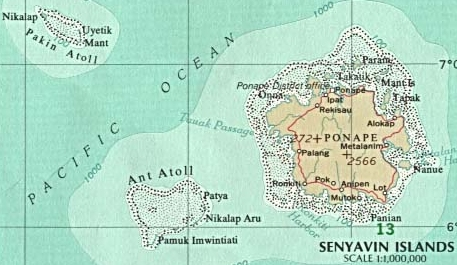
センヤヴィン諸島。アンツ環礁は中央下に見える。

アンツ環礁（英語: Ant Atoll、Ahnd Atoll または And Atoll）は太平洋北西部、カロリン諸島の環礁。ポンペイの南西約18.5 kmの場所に位置する小さな環礁で、中央部には約74 km2のラグーンがある。北北西にはパキン環礁も存在し、これらの島々はセンヤビン諸島を形成している。アント環礁とも。
欧州人で最初の到達者はアルバロ・デ・サアベドラ＝イ＝セロンであり、彼の死の直前の1529年9月14日にティドレからヌエバ・エスパーニャの航路の途中で到達している。その後アルバロ・デ・メンダーニャ・デ・ネイラの航海中の死の後に船長を引き継いだペドロ・フェルナンデス・デ・キロスが1595年12月23日にSan Jeronimo号で立ち寄っている。
アンツ環礁はダイビングやスノーケリングで観光客に人気であり、ヒメクロアジサシなどの海鳥やアオウミガメ、タイマイの生育地となっている。環礁はNanpeiファミリーが所有し常にファミリーのメンバーがポンペイ島を行き来している。島全体がポンペイ州の法律によってサンクチュアリーに指定されているため釣りには許可が必要になる。島に渡る場合は事前に許可が必要で、入島料金をあらかじめ払わなければならない場合がある。2014年になってパシャ島に簡素な宿泊施設とレストハウスとトイレが建てられた。
2007年に「アンド環礁生物圏保護区」としてユネスコの生物圏保護区に指定された。

## 註
1. ↑  “Ahnd & Pakin Atolls” (英語).   Pohnpei Eco-Adventure Guide (2021年4月10日). 2023年2月6日閲覧。
2. 1 2 3  “And Atoll Biosphere Reserve, Micronesia” (英語). UNESCO (2019年7月). 2023年2月6日閲覧。
3. ↑  Bendure, G. & Friary, N. (1988) Micronesia:A travel survival kit. South Yarra, VIC: Lonely Planet
4. ↑  Brand, Donald D. The Pacific Basin: A History of its Geographical Explorations The American Geographical Society, New York, 1967, p.122
5. ↑  Sharp, Andrew The discovery of the Pacific Islands, Clarendon Press, Oxford, 1960, p.20,23
6. ↑  Coello, Francisco "Conflicto hispano-alemán" Boletín de Sociedad Geográfica de Madrid, t.XIX. 2º semestre 1885, Madrid, p.296